# 身延山短期大学
身延山短期大学（日语：／ Minobusan Tanki Daigaku *），简称身短，是过去一所位于日本山梨县南巨摩郡身延町的私立短期大学。

## 概要

### 简介
- 学校最早可以追溯到1556年[1][2]。短期大学为于1950年开办[2]、由学校法人身延山学园经营[注 2]、来源于日莲的日莲宗。招生到1994年[3]、停办于1997年。为男女同校从开办。

### 历史
- 1950年 身延山短期大学成立并同时设置一个学科即宗教科。
- 1955年 以后今年入学生的修业年限变更从二年到三年。
- 1994年 招生最后、次年停止招生（正式停办于1997年8月5日[3]）。

## 学校环境
- 校区：在了山梨县南巨摩郡身延町[注 1]

## 历任校长
- 仲泽浩佑：最后短期大学校长[4]。

## 组织

### 学科
- 宗教科

### 专科
| - 没有 |

### 业余课程
| - 没有 |

## 相关链接
- 日本短期大学列表